# 残疾营地
是2020年美国纪录片，由妮可·纽纳姆、詹姆斯·勒布雷希特导演、制片，前美国总统贝拉克·奥巴马及夫人米歇尔·奥巴马以旗下公司高地制片公司的名义担任执行制片人。
影片于2020年1月23日在圣丹斯电影节首映，获观众奖；同年3月25日上线Netflix，口碑不俗。影片获提名第93届奥斯卡金像奖最佳纪录片。

## 梗概
影片介绍了1971年纽约残疾青少年夏令营詹德营发生的事情，讲述了营地学生转变为社运人士，积极投身残疾人权利运动，推动残疾人法律的立法进程。

## 制作
影片源于午餐会中无意提到的一个话题。导演詹姆斯·勒布雷希特和妮可·纽纳姆是15年的老搭档。勒布雷希特患有先天性脊柱裂，出行需要借助轮椅。他毕生参与残疾人权利运动，但未曾看到一部讲述相关议题的纪录片.，所以萌生了制作相关影片的想法。

## 发行
影片于2020年1月23日在圣丹斯电影节首映，同年3月25日登陆Netflix。原定于Netflix上线当天有限上映，后来受2019冠状病毒病疫情影响取消剧院上映。

## 评价

### 专业评价
汇总媒体烂番茄根据100条评论，给予影片100%的全鲜度，平均得分8.5/10。网站共识写道：“《残疾营地》用一个群体的精彩故事，展现这个群体充满希望的未来及对权利的渴求，既具有娱乐性，又令人深受启发。”Metacritic收录29条评论，打出86/100的平均分，表示“普遍好评”。
《滚石》彼得·特拉弗斯（Peter Travers）表示，“这部举足轻重的纪录片定义了什么样的电影才算是‘令人深受启发’”。《洛杉矶时报》贾斯汀·张认为影片传递出“直截了当的信息”。《卫报》本杰明·李（Benjamin Lee）认为影片一场被人遗忘的平等权益斗争带去希望。《好莱坞报道者》的丹尼尔·菲恩伯格（Daniel Fienberg）表示：“我只希望具有对抗性的片名及奥巴马的背书，不会吓得部分观众不去了解这个无关党派、只讲人道，而且非常重要的故事。”《综艺》的彼得·德布鲁格（Peter Debruge）认为影片给美国残疾人法案生效后出生的观众上了很好的一堂课。
《名利场》的理查德·劳森（Richard Lawson）认为影片所展现的革命精神有义愤填膺的味道，但温暖满溢，有苛求的一面，也有大方的一面。这种精髓在影片中得到很好地展现。正如大家所希望的那样，这种精神无处不在。”人权观察的卡洛斯·里奥斯·埃斯皮诺萨（Carlos Rios Espinosa）表示影片让他意识到让残障人士规划建筑空间的重要性。影音俱樂部的凯蒂·瑞夫（Katie Rife）认为影片展现了过去50年间残疾人群体的变化，具有启发性。《华盛顿邮报》杰克·科伊尔（Jack Coyle）认为影片是了解民权运动的具体切入点，但也可以借此了解大范围内长达数十年的编年史，这方面的历史与20世纪其他平等权斗争比起来，观众的人较少。”

### 奖项与提名
| 年份 | 大奖             | 奖项       | 结果 | 参考   |
| ---- | ---------------- | ---------- | ---- | ------ |
| 2020 | 圣丹斯电影节     | 观众奖     | 獲獎 | [ 19 ] |
| 2020 | 圣丹斯电影节     | 评审团大奖 | 提名 | [ 19 ] |
| 2020 | 邁阿密國際電影節 | 最佳纪录片 | 提名 | [ 20 ] |
| 2020 | 邁阿密國際電影節 | 芝诺山奖   | 獲獎 | [ 20 ] |
| 2020 | 评论家选择电影奖 | 最佳纪录片 | 提名 | [ 21 ] |
| 2021 | 国际纪录片协会   | 最佳影片   | 獲獎 | [ 22 ] |
| 2021 | 獨立精神獎       | 最佳纪录片 | 獲獎 | [ 23 ] |
| 2021 | 奥斯卡金像奖     | 最佳纪录片 | 提名 | [ 24 ] |